# Tullio Ferro
Tullio Ferro (Venezia, 2 ottobre 1957) è un compositore e chitarrista italiano, di musica pop.
Ha scritto (da solo o in collaborazione) le musiche di diverse canzoni di Vasco Rossi, tra cui Vita spericolata; secondo lo stesso cantautore di Zocca, "le più belle canzoni di Vasco Rossi sono state scritte da Tullio Ferro".

## Biografia
Con la famiglia si trasferisce, ancora bambino, a Bologna, la città dove impara a suonare la chitarra ed ha le prime esperienze musicali in vari gruppi.
Nel 1977 entra nei Luti Chroma, con Mauro Patelli, con cui incide tre dischi. Scioltosi il gruppo, Ferro continua come chitarrista suonando in vari dischi, e nello stesso tempo inizia a comporre musiche: due di queste suscitano l'interesse di Vasco Rossi, che scrive i testi, e diventano Splendida giornata e La noia, incise entrambe nell'album Vado al massimo.
L'anno successivo è quello di Vita spericolata: presentata al Festival di Sanremo 1983 si classifica al penultimo posto, ma diventa in breve tempo un evergreen; tra le tante cover incise sono da ricordare quella di Francesco De Gregori, inclusa nel disco Il bandito e il campione del 1993 in una registrazione dal vivo, e quella di Massimo Ranieri in Canto perché non so nuotare...da 40 anni.
Nel 1984 scrive per Lucio Dalla la musica di Washington, il brano di punta dell'album Viaggi organizzati.
Continua l'attività di compositore, oltre che per Rossi e Dalla (per il quale tra le altre ha scritto l'hit Tu non mi basti mai), anche per Teresa De Sio. Realizza comunque un album da solista nel 1999.
Come session man ha suonato, tra l'altro, in alcuni dischi di Vasco Rossi come C'è chi dice no nel 1987, Liberi liberi nel 1989 e Nessun pericolo... per te nel 1996, ma anche negli album Stupido hotel nel 2001 e Buoni o cattivi nel 2004.
Ha collaborato ad alcuni brani presenti nell'album di Vasco Rossi, Vivere o niente uscito il 29 marzo 2011.
Tullio Ferro è inoltre fratello dell'ex cestista Maurizio Ferro ed è uno dei fondatori della Fossa dei Leoni 1970, storica tifoseria della Fortitudo Bologna.

## Discografia parziale

### Album
- 1991: Nodo d'acqua (Bollicine, CDBOL1105)
- 1999: Il giorno di un giorno (Storie di note, SDN 006)

### Singoli
- 1984: Mister Jim/Mister Jim (instrumental version), (CGD, CGD 15184) (12") (come Ferro)
- 1985: Licantropo/Mister Jim, (CGD, CGD 10611) (7") (come Ferro)

## Le principali canzoni scritte da Tullio Ferro
| Anno | Titolo                 | Autori del testo                       | Autori della musica                                       | Interpreti     |
| ---- | ---------------------- | -------------------------------------- | --------------------------------------------------------- | -------------- |
| 1982 | Splendida giornata     | Vasco Rossi                            | Tullio Ferro                                              | Vasco Rossi    |
| 1982 | La noia                | Vasco Rossi                            | Tullio Ferro                                              | Vasco Rossi    |
| 1983 | Vita spericolata       | Vasco Rossi                            | Tullio Ferro                                              | Vasco Rossi    |
| 1984 | Washington             | Lucio Dalla                            | Tullio Ferro                                              | Lucio Dalla    |
| 1987 | Ciao                   | Vasco Rossi                            | Tullio Ferro                                              | Vasco Rossi    |
| 1987 | Brava Giulia           | Vasco Rossi                            | Tullio Ferro, Guido Elmi e Rudy Trevisi                   | Vasco Rossi    |
| 1989 | Ormai è tardi          | Vasco Rossi                            | Tullio Ferro e Vasco Rossi                                | Vasco Rossi    |
| 1989 | Vivere senza te        | Vasco Rossi                            | Tullio Ferro, Vasco Rossi, Daniela Grifoni e Rudy Trevisi | Vasco Rossi    |
| 1989 | Liberi... liberi       | Tullio Ferro e Vasco Rossi             | Tullio Ferro e Vasco Rossi                                | Vasco Rossi    |
| 1991 | Colomba                | Teresa De Sio                          | Tullio Ferro                                              | Teresa De Sio  |
| 1993 | ....Stupendo           | Vasco Rossi                            | Tullio Ferro e Massimo Riva                               | Vasco Rossi    |
| 1993 | Delusa                 | Vasco Rossi                            | Tullio Ferro                                              | Vasco Rossi    |
| 1993 | Vivere                 | Vasco Rossi                            | Tullio Ferro e Massimo Riva                               | Vasco Rossi    |
| 1996 | Tu non mi basti mai    | Lucio Dalla                            | Tullio Ferro                                              | Lucio Dalla    |
| 1996 | Gli angeli             | Vasco Rossi                            | Tullio Ferro                                              | Vasco Rossi    |
| 1996 | Benvenuto              | Vasco Rossi                            | Tullio Ferro e Vasco Rossi                                | Vasco Rossi    |
| 1996 | Sally                  | Vasco Rossi                            | Tullio Ferro e Vasco Rossi                                | Vasco Rossi    |
| 1996 | Le cose che non dici   | Vasco Rossi                            | Tullio Ferro e Vasco Rossi                                | Vasco Rossi    |
| 1996 | Mi si escludeva        | Tullio Ferro, Vasco Rossi e Guido Elmi | Tullio Ferro, Vasco Rossi e Guido Elmi                    | Vasco Rossi    |
| 1999 | Ciao                   | Lucio Dalla                            | Tullio Ferro                                              | Lucio Dalla    |
| 1999 | T'amo e tremo          | Andrea Bocelli                         | Tullio Ferro                                              | Andrea Bocelli |
| 2001 | Siamo soli             | Vasco Rossi                            | Tullio Ferro e Guido Elmi                                 | Vasco Rossi    |
| 2001 | Stupido hotel          | Vasco Rossi                            | Tullio Ferro e Guido Elmi                                 | Vasco Rossi    |
| 2001 | Stendimi               | Vasco Rossi                            | Tullio Ferro                                              | Vasco Rossi    |
| 2004 | Cosa vuoi da me        | Vasco Rossi                            | Tullio Ferro e Guido Elmi                                 | Vasco Rossi    |
| 2004 | Come stai              | Vasco Rossi                            | Tullio Ferro e Guido Elmi                                 | Vasco Rossi    |
| 2004 | Da sola con te         | Vasco Rossi                            | Tullio Ferro                                              | Vasco Rossi    |
| 2004 | Non basta niente       | Vasco Rossi                            | Tullio Ferro e Vasco Rossi                                | Vasco Rossi    |
| 2007 | Liam                   | Lucio Dalla                            | Tullio Ferro                                              | Lucio Dalla    |
| 2008 | Cosa importa a me      | Vasco Rossi                            | Tullio Ferro e Guido Elmi                                 | Vasco Rossi    |
| 2008 | Dimmelo te             | Vasco Rossi                            | Tullio Ferro e Guido Elmi                                 | Vasco Rossi    |
| 2008 | Il mondo che vorrei    | Vasco Rossi                            | Tullio Ferro                                              | Vasco Rossi    |
| 2008 | Vieni qui              | Vasco Rossi                            | Tullio Ferro                                              | Vasco Rossi    |
| 2008 | Gioca con me           | Vasco Rossi                            | Tullio Ferro e Guido Elmi                                 | Vasco Rossi    |
| 2008 | Qui si fa la storia    | Vasco Rossi                            | Tullio Ferro e Guido Elmi                                 | Vasco Rossi    |
| 2011 | Vivere non è facile    | Vasco Rossi                            | Tullio Ferro e Guido Elmi                                 | Vasco Rossi    |
| 2011 | Starò meglio di così   | Vasco Rossi                            | Tullio Ferro                                              | Vasco Rossi    |
| 2011 | Sei pazza di me        | Vasco Rossi e Gianni Novi              | Tullio Ferro e Guido Elmi                                 | Vasco Rossi    |
| 2011 | Vivere o niente        | Vasco Rossi                            | Tullio Ferro e Guido Elmi                                 | Vasco Rossi    |
| 2011 | Non sei quella che eri | Vasco Rossi                            | Tullio Ferro                                              | Vasco Rossi    |
| 2014 | Come vorrei            | Vasco Rossi                            | Vasco Rossi e Tullio Ferro                                | Vasco Rossi    |
| 2021 | Siamo qui              | Vasco Rossi                            | Tullio Ferro                                              | Vasco Rossi    |